# Monaster Ljubostinja
Monaster Ljubostinja – prawosławny żeński klasztor w okolicy Trstenika.
Wspólnota została założona przez Milicę, żonę księcia Łazarza Hrebeljanovicia po jego śmierci w bitwie na Kosowym Polu. Milica złożyła w monasterze wieczyste śluby mnisze podobnie jak wiele innych kobiet, które straciły mężów w bitwie kosowskiej. W głównej cerkwi klasztornej znajduje się grób księżnej. Budowa monasteru trwała między rokiem 1402 a 1404. Z inskrypcji na murze świątyni znany jest budowniczy – Rade Borović.
Kompleks klasztorny reprezentuje styl bizantyńsko-bałkański, jest przykładem architektury szkoły morawskiej. We wnętrzu obiektu przetrwały fragmenty wykonanych bezpośrednio po zakończeniu budowy fresków, w tym postacie Milicy i Łazarza Hrebeljanoviciów oraz ich synów Wuka i Stefana. W skład kompleksu zabudowań monasterskich wchodzą również budynki mieszkalne dla mniszek.